# Basílica do Bom Jesus
A Basílica do Bom Jesus (em concani Borea Jezuchi Bajilika) é uma Basílica Menor, situada em Goa Velha, na Índia. É uma das Sete Maravilhas de Origem Portuguesa no Mundo e faz parte do conjunto arquitetônico de Igrejas e Conventos de Goa, Patrimônio da Humanidade pela UNESCO, sendo um dos melhores exemplos da arquitetura de origem europeia no país. Foi construída entre 1594 e 1605, uma obra considerada rápida para os padrões da época. Em seu interior repousa o corpo de São Francisco Xavier, considerado O Apóstolo do Oriente.

## História
Os trabalhos de construção iniciaram-se em 1594, por ordem do capitão de Cochim e Ormuz, Dom Jerónimo de Mascarenhas, sendo a Igreja consagrada em 15 de maio de 1605, pelo Arcebispo de Goa Dom Frei Aleixo de Meneses. Em 2 de dezembro de 1637, o corpo de São Francisco Xavier foi transferido para a Basílica, onde está até hoje. 
Em 1946, tornou-se a primeira basílica da Índia. Nos dias atuais, ainda há peregrinações ao local, para visitas ao túmulo d'O Apóstolo do Oriente.

## Arquitetura
A estrutura do edifício segue um estilo maneirista derivado da escola de Sebastiano Serlio, com rica ornamentação projetada por Júlio Simão (atribuição) e realizada sob a inspiração do Maneirismo nórdico, "à moda flamenga", como referiu Vítor Serrão.
Construído em laterite, seu piso é em mármore e incrustada com pedras preciosas. Há várias pinturas ilustrando a vida de São Francisco Xavier, e o altar é dedicado a Santo Inácio de Loiola, companheiro de São Francisco Xavier nas missões no Oriente.
Seu desenho foi inspirado da Igreja de São Paulo de Macau, atualmente em ruínas. As colunas são um conjunto de características jônicas, dóricas e coríntias. O andar térreo tem três portais, acima deles são três longas janelas e no segundo andar são três janelas circulares. A maior parte da fachada superior forma um quadrilátero esculpido em basalto para formar um medalhão ilustrando o emblema da Companhia de Jesus. 

### Santuário
O Mausoléu onde atualmente descansa o corpo de São Francisco Xavier é de 1696, oferta de Cosme III, Grão-duque da Toscana, membro da Família Médici, num projeto do escultor Giovanni Battista Foggini. A tumba é feita em prata adornada.
Suas relíquias, por questão de segurança, são apresentadas apenas a cada 10 anos, e a última apresentação ocorreu entre 22 de novembro de 2014 e 4 de janeiro de 2015.

## Galeria

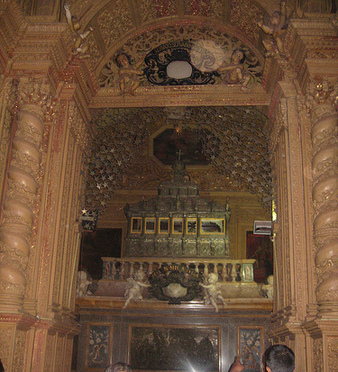
Mausoléu de São Francisco Xavier
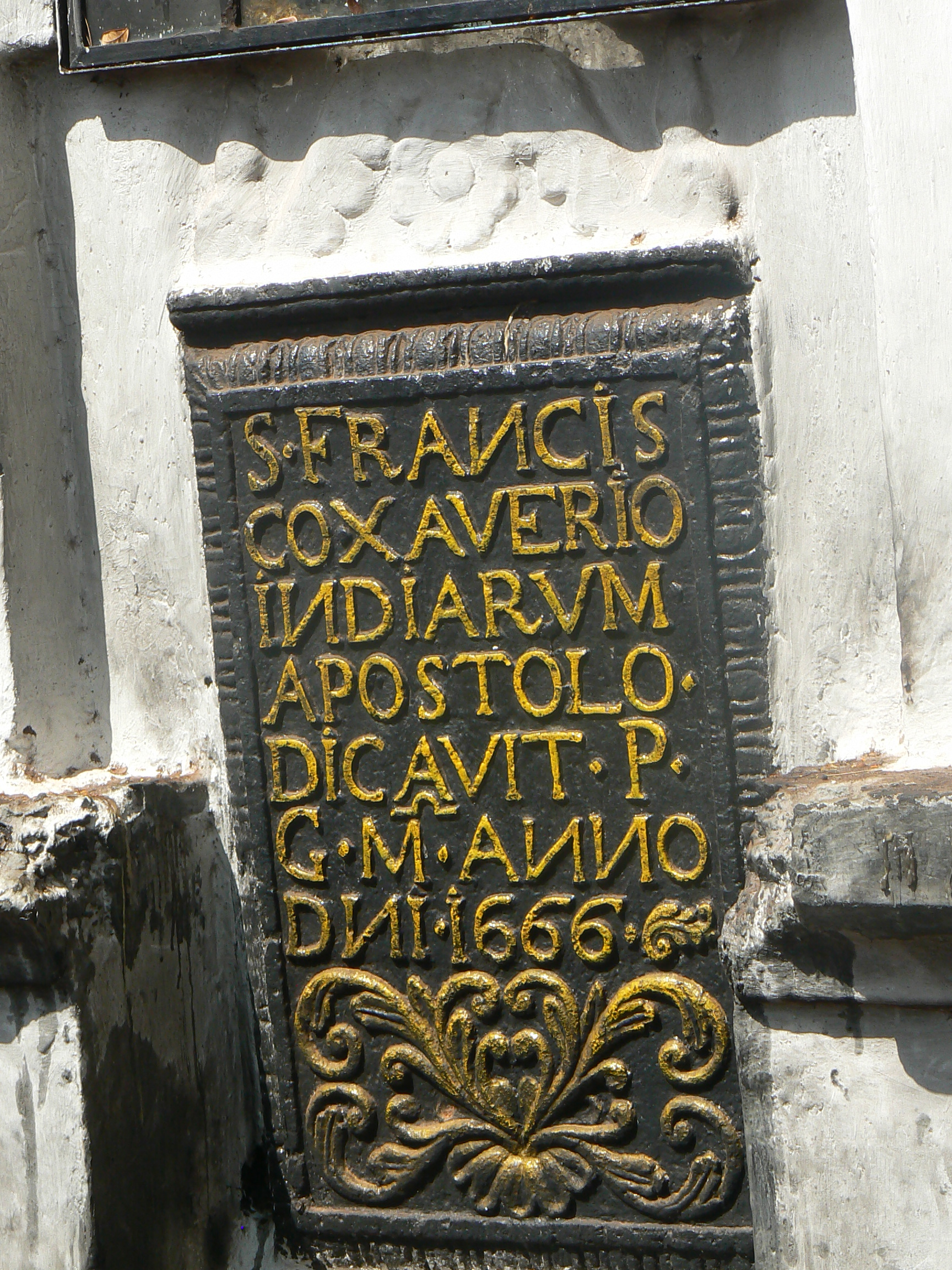
Placa comemorativa da passagem de São Francisco Xavier
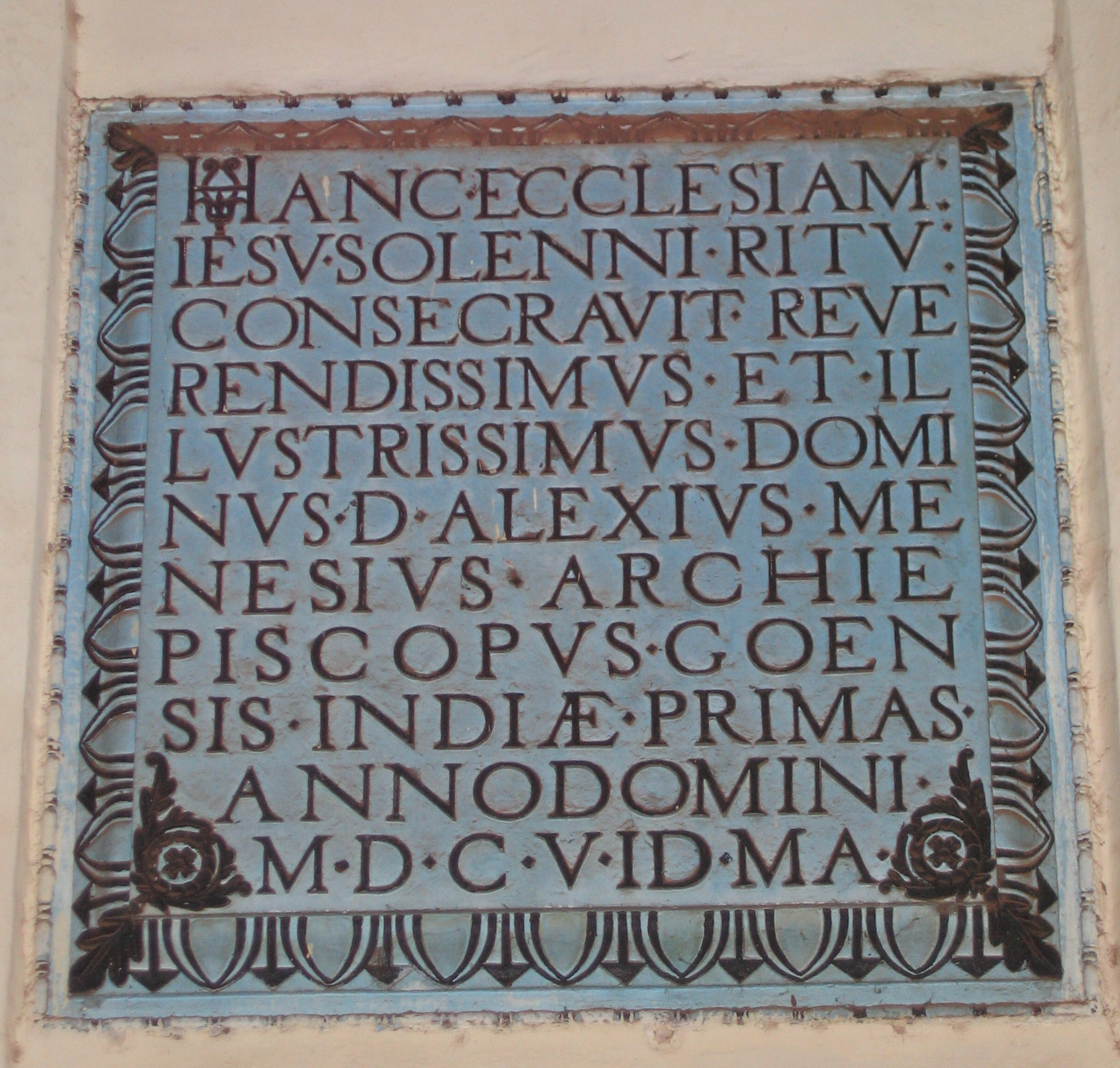
Placa da consagração da Basílica
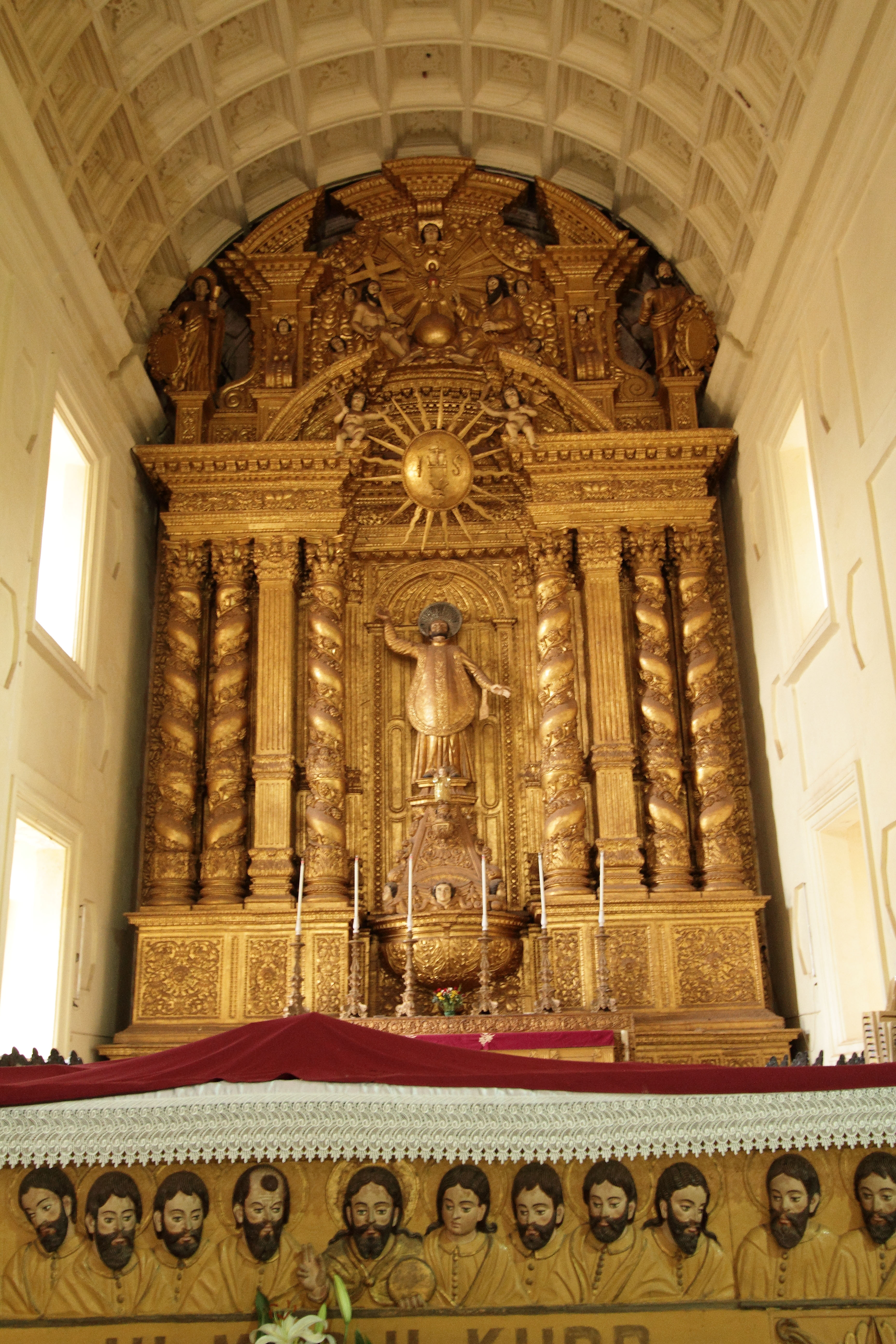
Altar-mor da Basílica
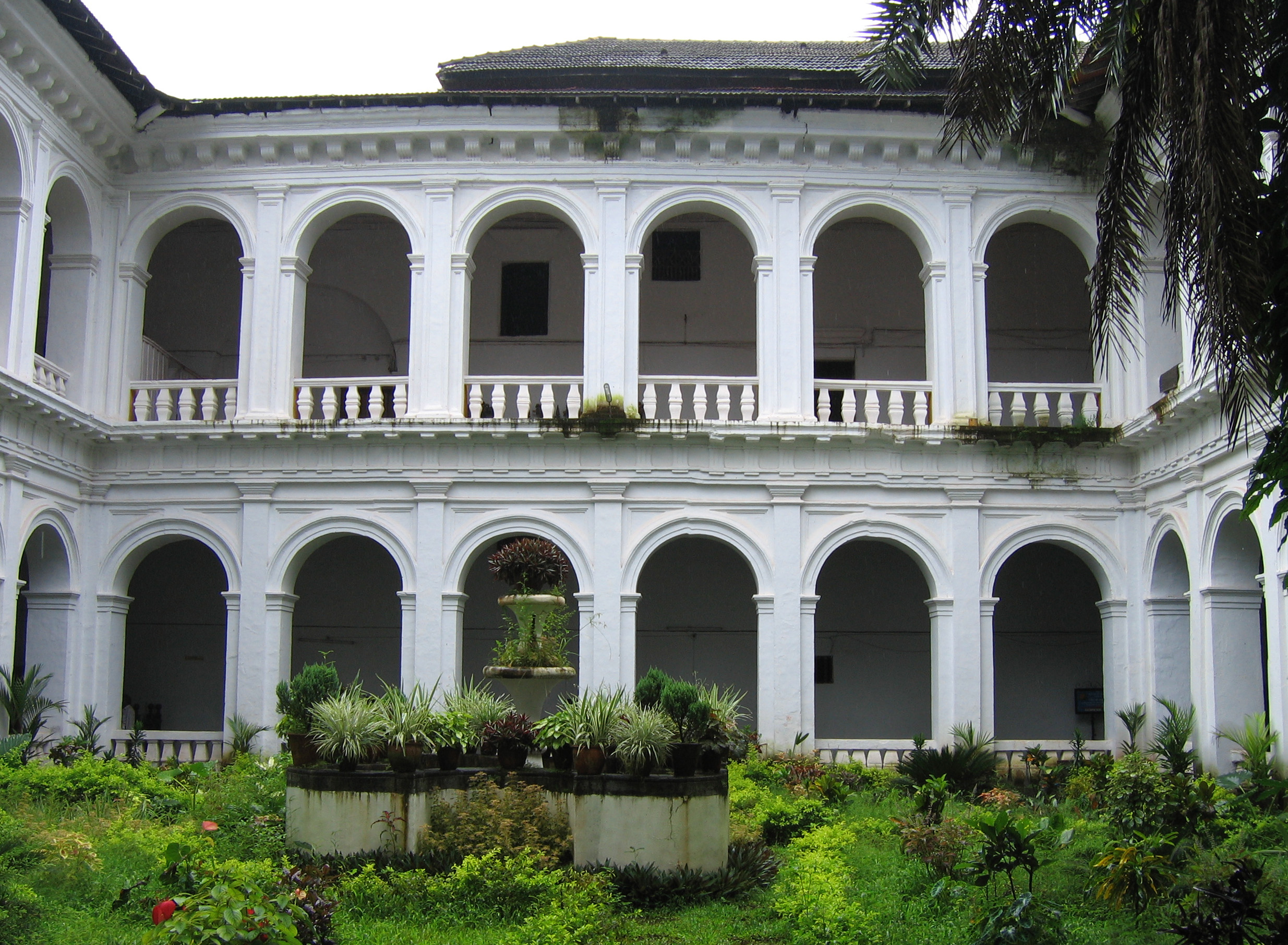
Parte interna do anexo
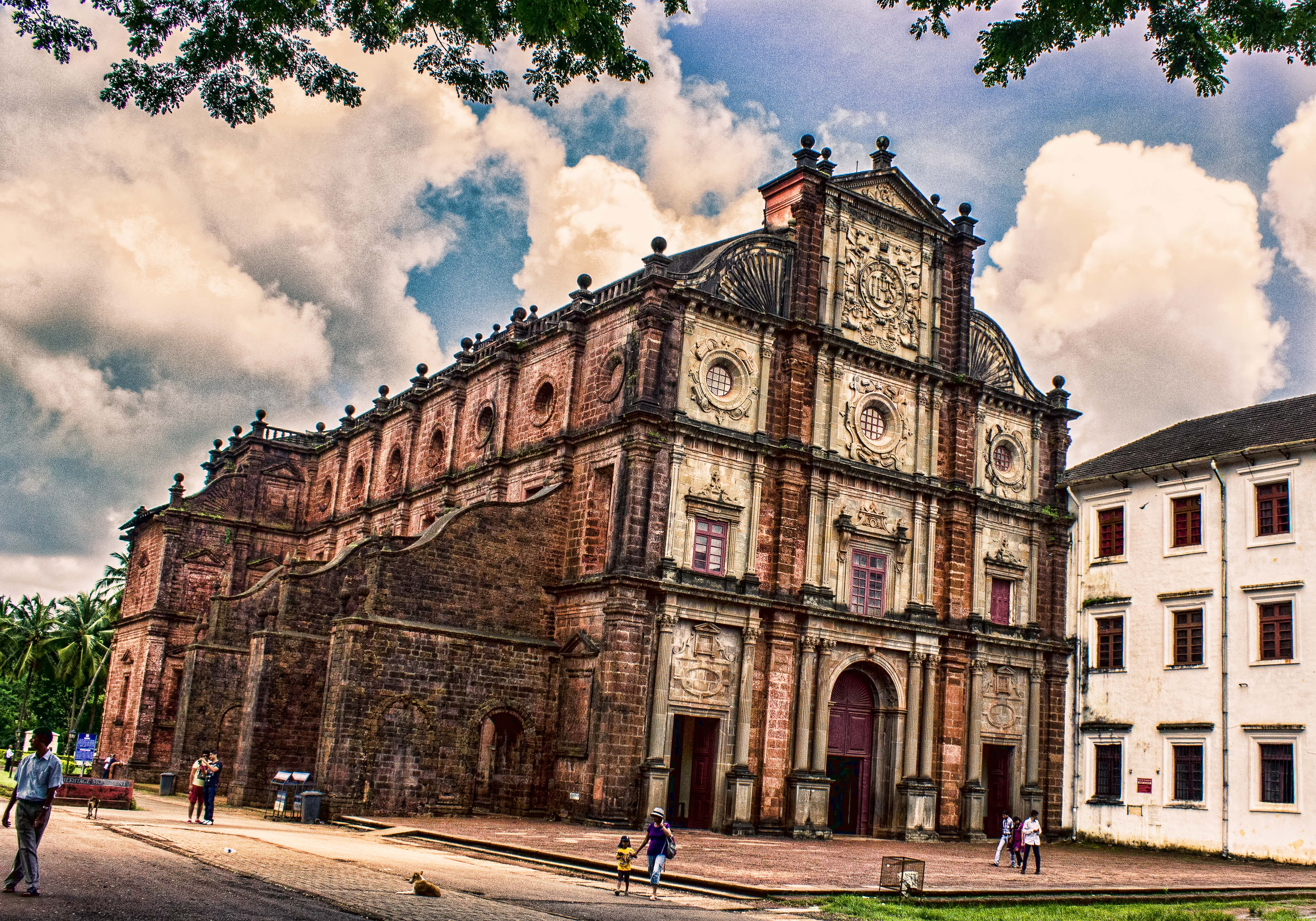
Vista externa da Basílica